# Pedro Horrillo
Pedro Horrillo Muñoz (Éibar, Guipúzcoa, 27 de septiembre de 1974) es un exciclista español residente en Ermua (Vizcaya).
Hizo su debut como profesional en el año 1998 con el equipo Vitalicio Seguros. Su carrera siempre estuvo ligada al cántabro Óscar Freire, con el que compartió equipo en Vitalicio Seguros, Mapei-Quick Step y Rabobank.
El 16 de mayo de 2009, tuvo una caída en el Giro de Italia, que le hizo precipitarse desde una altura de 60 metros, en el descenso del Culmine di San Pietro. Tras meses de recuperación el 8 de enero de 2010 anunció su retirada del ciclismo profesional, debido a las secuelas físicas que le produjo el tremendo accidente de la carrera italiana. A pesar de ello tenía una oferta de renovación del Rabobank pero Pedro afirmó que después del accidente no sería el mismo ciclista de antes por lo que rechazó dicha oferta.
El 15 de enero de 2010 se le rindió un homenaje, junto a Igor Astarloa, en su localidad de residencia, Ermua.

## Trayectoria deportiva
Hijo de un trabajador de fábrica y una empleada doméstica, se distinguió por sus buenas notas y ganó una beca para estudiar filosofía en la Universidad del País Vasco en San Sebastián. Consiguió compaginar sus estudios, hasta el quinto año de filosofía, con su carrera de ciclista amateur en el equipo Cafés Baqué aunque finalmente no llegó a finalizar dichos estudios. Fue en ese equipo donde conoció a corredores con los que coincidiría en el profesionalismo como Óscar Freire e Igor González de Galdeano.

### Ciclismo profesional

#### Vitalicio Seguros (1998-2000)
Pedro Horrillo se convirtió en profesional en 1998 con el equipo español Vitalicio Seguros, junto con su compatriota Óscar Freire, subcampeón del mundo amateur. Se inició en febrero en España, corriendo la Challenge de Mallorca y participó en varias carreras en el extranjero, incluyendo la Tirreno-Adriático y el Circuito de la Sarthe, donde ocupó el quinto lugar en la primera etapa. En mayo, corrió su primer Giro de Italia, donde fue descalificado por fuera de control después de la 17.ª etapa con final en Selva di Val Gardena.

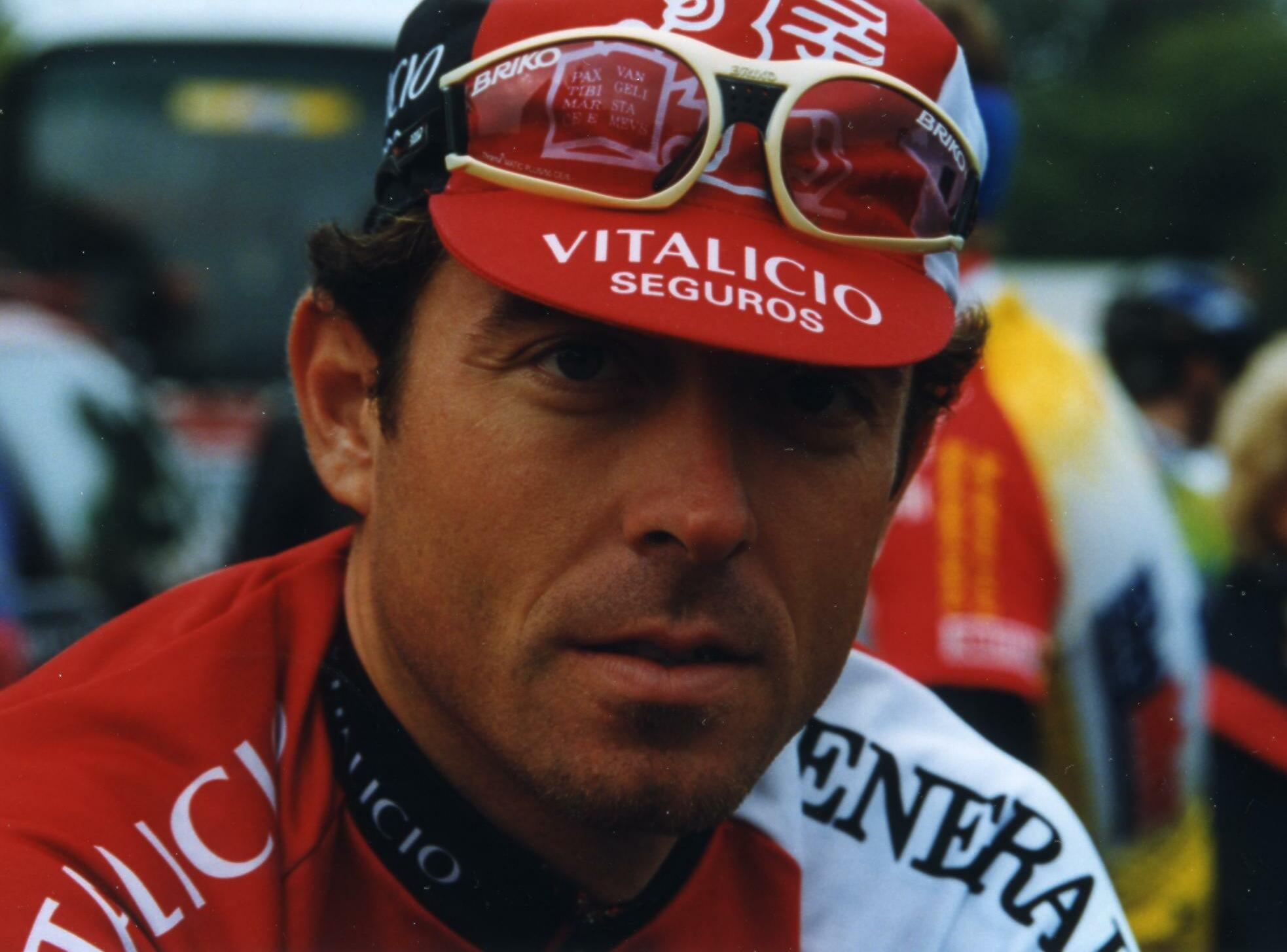
Andrea Ferrigato, compañero de equipo en Vitalicio Seguros.

En 1999, Horrillo comenzó su temporada en la Vuelta a Andalucía y luego participó en el G. P. International MR Cortez-Mitsubishi en Portugal donde fue 10.º y además contribuyó a la victoria final de su líder, Sergei Smetanin, el cual ganó una etapa. En mayo, Horrillo terminó cuarto en la Clásica de Alcobendas, después participó en la Vuelta a Asturias, la Bicicleta Vasca y finalmente participó en su primer Tour de Francia, terminando 135.º.
En su segunda carrera de la temporada 2000, en la primera y única edición del Trofeo Antrach-Puerto de Andrach, uno de los trofeos de la Challenge de Mallorca, se escapó y quedó en segundo lugar por detrás de Francisco Cabello, dos segundos por delante del pelotón. Esta posición le permitió terminar en segundo lugar de la general final. Más adelante ganó su primera carrera profesional en la novena etapa de la Vuelta a Portugal con final en Gouveia, después de imponerse en una escapada de seis corredores. Su último resultado destacado de la temporada fue el 7.º puesto en el Trofeo Luis Ocaña.

#### Mapei, y después Quick Step (2001-2004)
Para la temporada 2001, se unió al mejor equipo de la época: el Mapei; coincidiendo con su excompañero Óscar Freire (que fichó por el Mapei en el 2000 tras ganar el Campeonato Mundial de Ciclismo en Ruta), del cual se convirtió en su lanzador. En abril, ganó una etapa de la Vuelta a la Baja Sajonia, con nueve segundos por delante del resto del pelotón y ocupó el quinto lugar de la general. También participó en ese año en su primera Vuelta a España en compañía de Óscar Freire en la cual jugó un papel muy activo haciendo de lanzador y filtrándose en grupos delanteros, terminando entre los diez primeros de las cuatro primeras etapas: la primera de ellas una contrarreloj individual, la siguiente haciendo de lanzador de Óscar, la tercera llegando en un grupo de 35 unidades y la última de ellas llegando en un reducido grupo de 9 corredores, lo que le permitió ocupar el tercer lugar general. Además quedó décimo en la etapa 17.ª llegando en otro grupo delantero, ya sin Freire en carrera, y obtuvo su mejor puesto en una Gran Vuelta: 76.º. Sin embargo, Freire quedó dos veces en segundo lugar por detrás de Erik Zabel y el equipo se fue con las manos vacías.

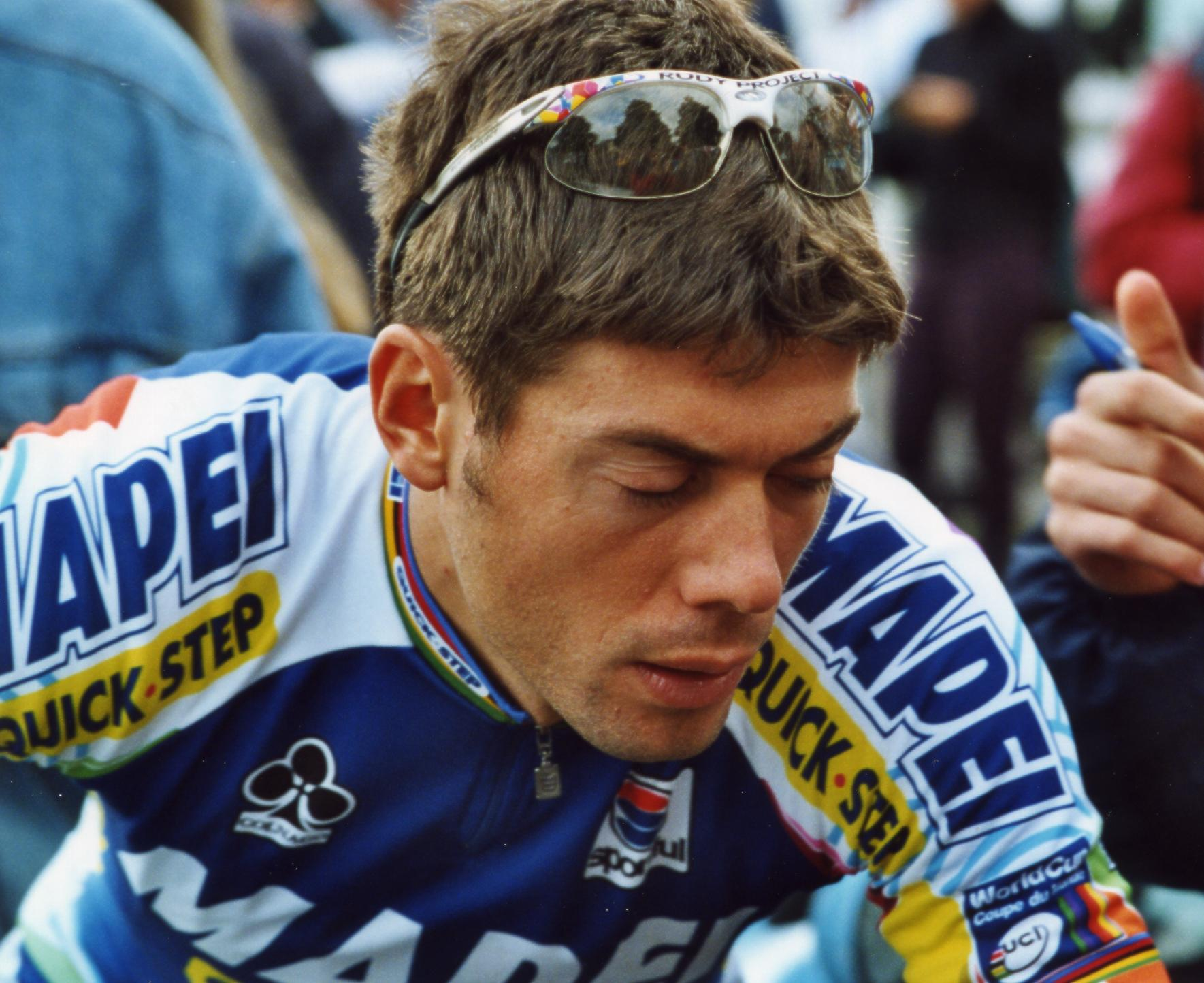
Óscar Freire fue el compañero de Horrillo en el equipo Mapei y prácticamente también durante toda su carrera deportiva.

Después de participar en su primera clásica de adoquines de pavé en 2002 Horrillo ganó la primera etapa de la Euskal Bizikleta por delante del vasco Íñigo Landaluze, al que atacó en el último kilómetro. Sin embargo, tuvo que ceder el maillot amarillo en la etapa montañosa del día siguiente a Mikel Zarrabeitia. Ese año, ayudó a Freire a ganar una etapa del Tour de Francia. También se las arregló para conseguir algunos buenos resultados, como un tercer lugar en Avranches en la 7.ª etapa, superado por Bradley McGee y Jaan Kirsipuu. En septiembre participó en la Vuelta a España, donde abandonó al término de la 13.ª etapa y fue seleccionado por primera vez para los Campeonatos del Mundo en Ruta, donde Freire era el defensor del título.
En 2003, después de la retirada de la formación del Mapei, Horrillo estuvo tres años en el equipo Quick Step (heredero del Mapei), donde no estuvo Óscar Freire debido a sus exigencias económicas, y se unió al Rabobank. Su comienzo de temporada estuvo marcado por una hernia discal. Volvió a la competición muy tarde, pero logró una victoria en julio, en la 1.ª etapa de la Uniqa Classic, superando por cuatro segundos a un grupo de 25 corredores. Cedió el liderato al día siguiente al ganador de aquella etapa, Roger Hammond, pero se las arregló para permanecer en el tercer lugar por detrás de Hammond y Gerhard Trampusch. Al final de la temporada, participó de nuevo en la Vuelta a España, terminando 124.º, incluyendo una escapada durante la 2.ª etapa.
En 2004 Horrillo participó en la París-Niza en la que durante la segunda etapa, en la cual le habían "dejado" marchar los esprínteres, ganó en Montargis a un numeroso grupo en que también había hombres rápidos como Thor Hushovd a pesar de tener un dedo roto. El mismo año ganó una etapa más en la Uniqa Classic, esta vez en solitario. En la Vuelta a España, se enfrentó a su mentor, Óscar Freire. Obtuvo un tercer lugar en Málaga en la 13.ª etapa, por detrás de Alessandro Petacchi y Erik Zabel. Después de la carrera, fue seleccionado por la selección española para el Campeonato Mundial en Ruta, donde Óscar Freire ganó por tercera vez.

#### Rabobank (2005-2009)

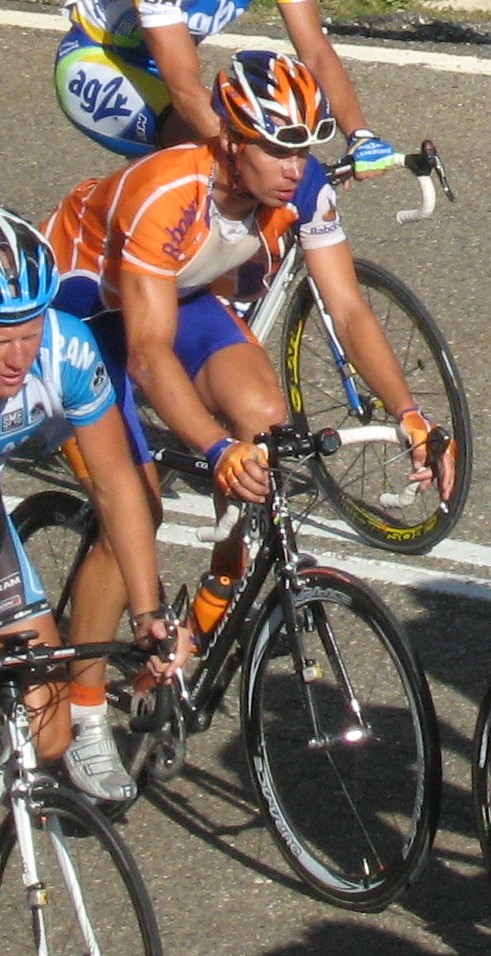
Horrillo en la Vuelta a España 2008.

En 2005, Horrillo se incorporó al equipo Rabobank, donde Óscar Freire corría desde el 2003. Ese año, consiguió ser 19.º en la, París-Roubaix. El 18 de mayo ganó la tercera etapa de la Vuelta a Cataluña, engañando a los mejores velocistas como Thor Hushovd atacando a un kilómetro de la meta, y actuó de la misma forma en una etapa de la Vuelta a España, donde fue capturado a 200 m de la línea de meta. Fue hospitalizado después de su tercera caída en la temporada mientras disputaba el Circuito Franco-Belga, lo cual puso fin a una temporada de mala suerte.
En 2006, logró su mejor resultado en la París-Roubaix, al ser 11.º, siendo uno de los mejores puestos de un corredor español en esta prueba tras los top-ten de Juan Antonio Flecha (compañero de equipo) y de Miguel Poblet ya en los años 50. En julio ganó una etapa de la Vuelta a Sajonia, después de una escapada de 30 km y un mes después participó en la Vuelta a España, donde se escapó en varias ocasiones durante el etapas finales, pero sin éxito. Renovó con el Rabobank por un año después de esta carrera. A partir de este período Horrillo no estuvo en buena forma y no cuajó buenos resultados, siendo lo más destacado el 19.º puesto conseguido en la prueba de un día disputada en la modalidad de contrarreloj de la Chrono des Nations-Les Herbiers.
En la Flecha Brabanzona de 2007 (carrera que ganó su compañero Óscar Freire) que Pedro no logró finalizar, dio positivo por el formoterol. Este positivo se asignó a un error administrativo: su tratamiento contra el asma, para el que recibió permiso fue cambiado sin que su médico avisara a la UCI ni a su equipo, por lo que este no tomó medidas contra el corredor. Testificó ante la comisión disciplinaria de la Federación Española de Ciclismo, pero no fue suspendido y pudo participar en su segundo Giro de Italia. Fue así fiel a sus declaraciones del 2002 cuando afirmó que era contrario al dopaje. Se cayó en la cuarta etapa del Giro, lesionándose una vértebra, y terminó 120°. Posteriormente participó en la Vuelta a España.

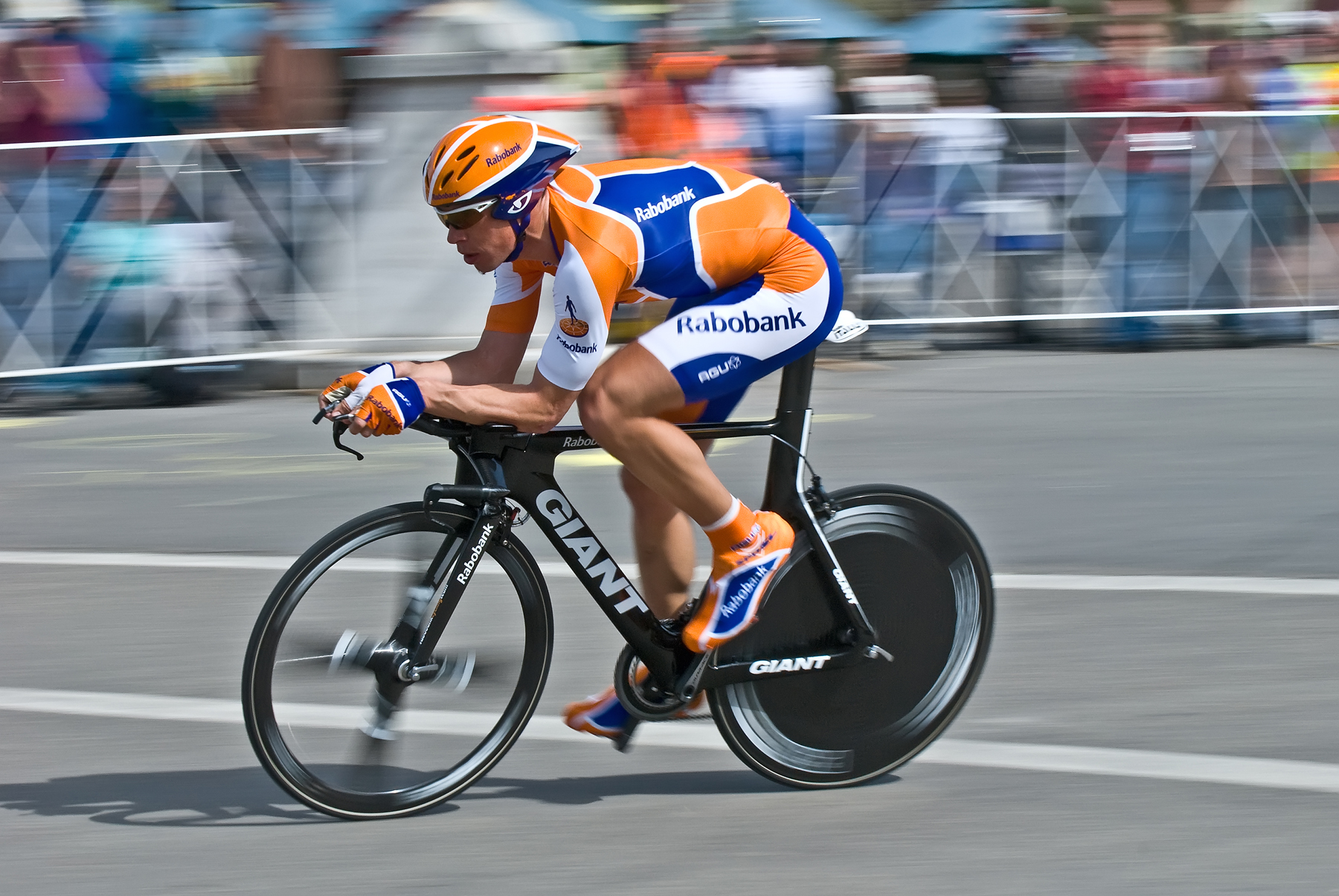
Pedro Horrillo en el Tour de California 2009.

En el 2008 tuvo una discreta temporada en lo que lo único a destacar fue en la Vuelta a España donde consiguió con su equipo el séptimo lugar en la crono por equipos inicial (donde fue el primer corredor de su equipo en cruzar la meta) y a nivel individual participó en una larga escapada durante la 17.ª etapa, capturada a sólo seis kilómetros de meta. Después consiguió un séptimo puesto en la cuarta etapa del Circuito Franco-Belga donde acabó 16.º en la general final.

##### Caída y fin de su carrera profesional
Pese a ello Horrillo se mantuvo para la temporada 2009 en el conjunto de Rabobank, donde disfrutó de su condición de gregario favorito de Óscar Freire. El 16 de mayo de 2009, durante la 8.ª etapa del Giro de Italia, cayó desde una altura de más de 60 metros por un acantilado en el descenso de la colina de San Pietro, en los Alpes. Además, en un primer momento ningún ciclista le vio ya que circulaba solo intentando alcanzar el grupo principal para ayudar a su líder, Denis Menchov. Sufrió fracturas en el fémur, la rótula y el cuello, un pulmón perforado y fue inducido a un estado de coma durante un día. Al día siguiente, la etapa fue neutralizada por algunos ciclistas para protestar contra la peligrosidad de la carrera. Cinco días después su líder, Menchov, le dedicó su victoria de etapa en Riomaggiore. Operado varias veces, regresó a la formación en noviembre. A finales de año recibió el Premio Emilio Paganessi por ser una personalidad relacionada con Bérgamo (su caída fue en esa ciudad). Sin embargo, las secuelas del accidente le hicieron perder la esperanza de poder encontrar su mejor nivel por lo que Horrillo anunció su retirada el 9 de enero de 2010.
A pesar de su retirada del ciclismo profesional no se ha desvinculado totalmente de este deporte, por ejemplo colaborando con el equipo Tarragona 2017 en la Titan Desert 2010 (prueba de aventura de bicicleta de montaña).

## Horrillo en el pelotón

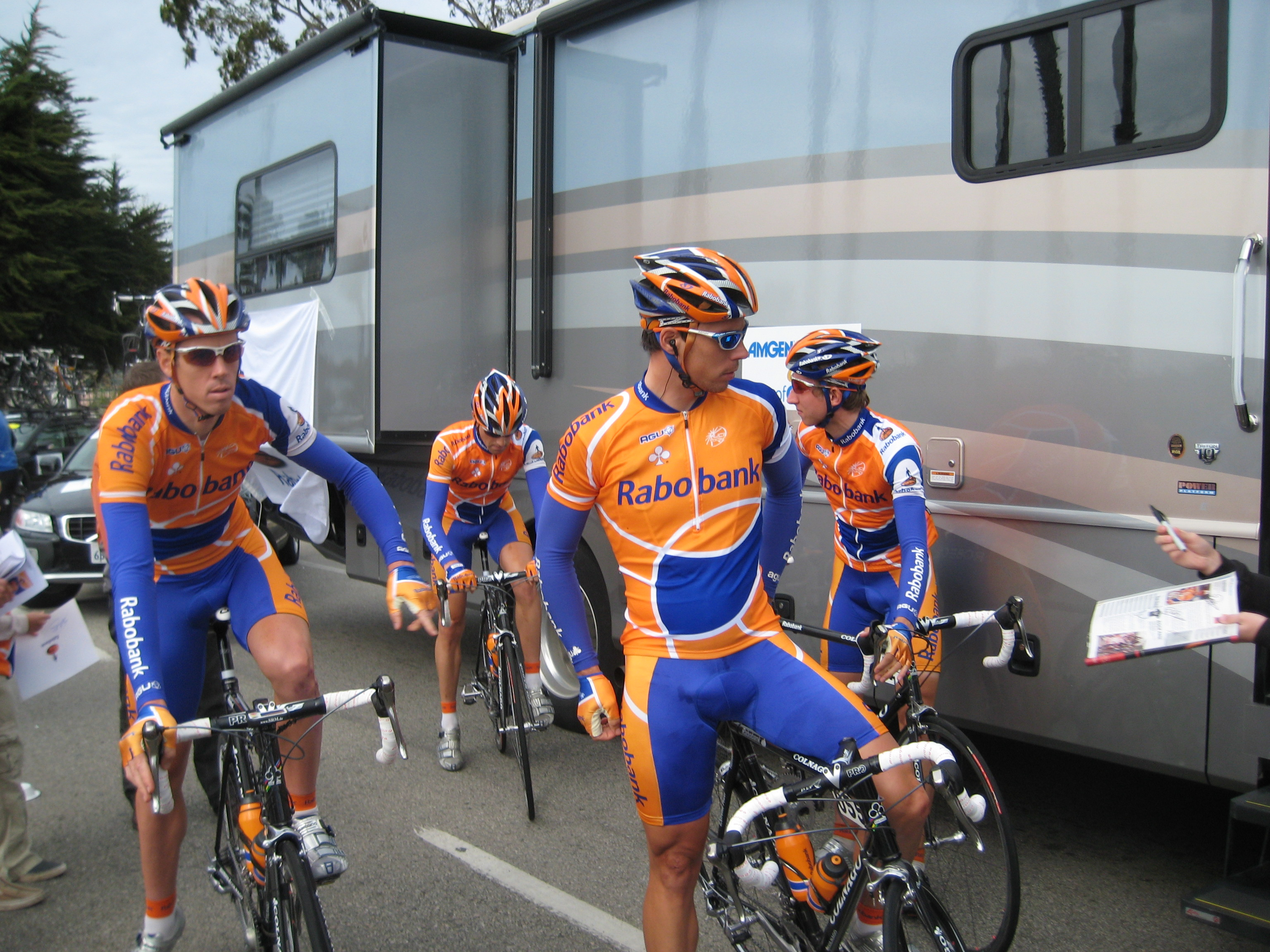
Horrillo y sus compañeros Bauke Mollema, Paul Martens y Mathew Hayman en el Tour de California 2008.

Horrillo era conocido principalmente por su papel como gregario, especialmente en favor de Óscar Freire. Theo de Rooij, director deportivo del Rabobank, lo presentó como "el ciclista ideal para lanzar el sprint a Freire". Se le describió como uno de los mejores compañeros de equipo y uno de los mejores estrategas de su época. "Pero Horrillo puede hacer mucho más que de lanzador de Freire", dijo de Rooij. Su velocidad le hizo un hombre para hacerse ver en etapas llanas, y así ganó muchas victorias en el sprint o atacando en el último kilómetro, como una etapa en la París-Niza y otra en la Volta a Cataluña. También se benefició de su experiencia en las clásicas, como la París-Roubaix, su carrera favorita, donde terminó en el undécimo lugar en 2006. Ese año, dijo: "si yo sólo hubiera podido correr una carrera profesional, habría sido, por supuesto la París-Roubaix, y si es posible bajo la lluvia, porque la verdadera París-Roubaix es cuando llueve." 

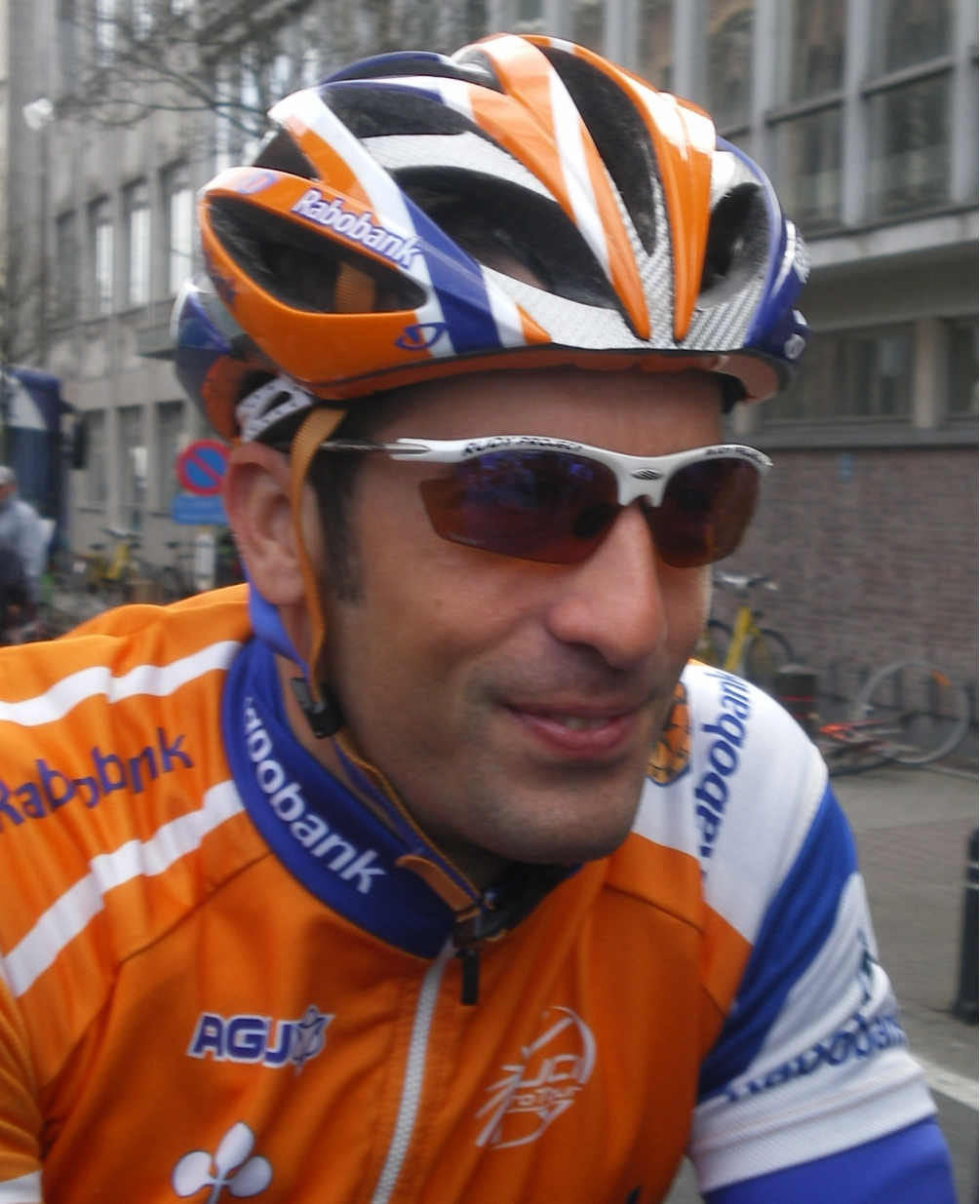
Juan Antonio Flecha, uno de sus compañeros de más confianza.

Horrillo forjó con su líder, Óscar Freire, una buena amistad y confianza ya que fue durante nueve años compañero de este durante su carrera deportiva de doce años. Al final de su carrera, se acercó también a otro compañero de equipo, el español Juan Antonio Flecha, que consideró su amigo y compañero de equipo más digno de confianza.
Sus estudios de filosofía hicieron que fuese el "intelectual" del pelotón. Se trasladaba a las carreras con varias obras de filosofía y literatura que leía por la noche en el hotel, causando sorpresa y, a veces, la burla de sus compañeros. En una ocasión se atrevió a escribir poemas en alabanza de las hazañas de sus colegas. Javier Mínguez que fue su director de equipo, dijo de él: "nunca será un buen ciclista, piensa demasiado".
Horrillo estará marcado siempre por el accidente que casi le costó la vida en el Giro de Italia. Pocos meses después de la caída, describió este hecho como su segundo nacimiento.

## Fuera del ciclismo

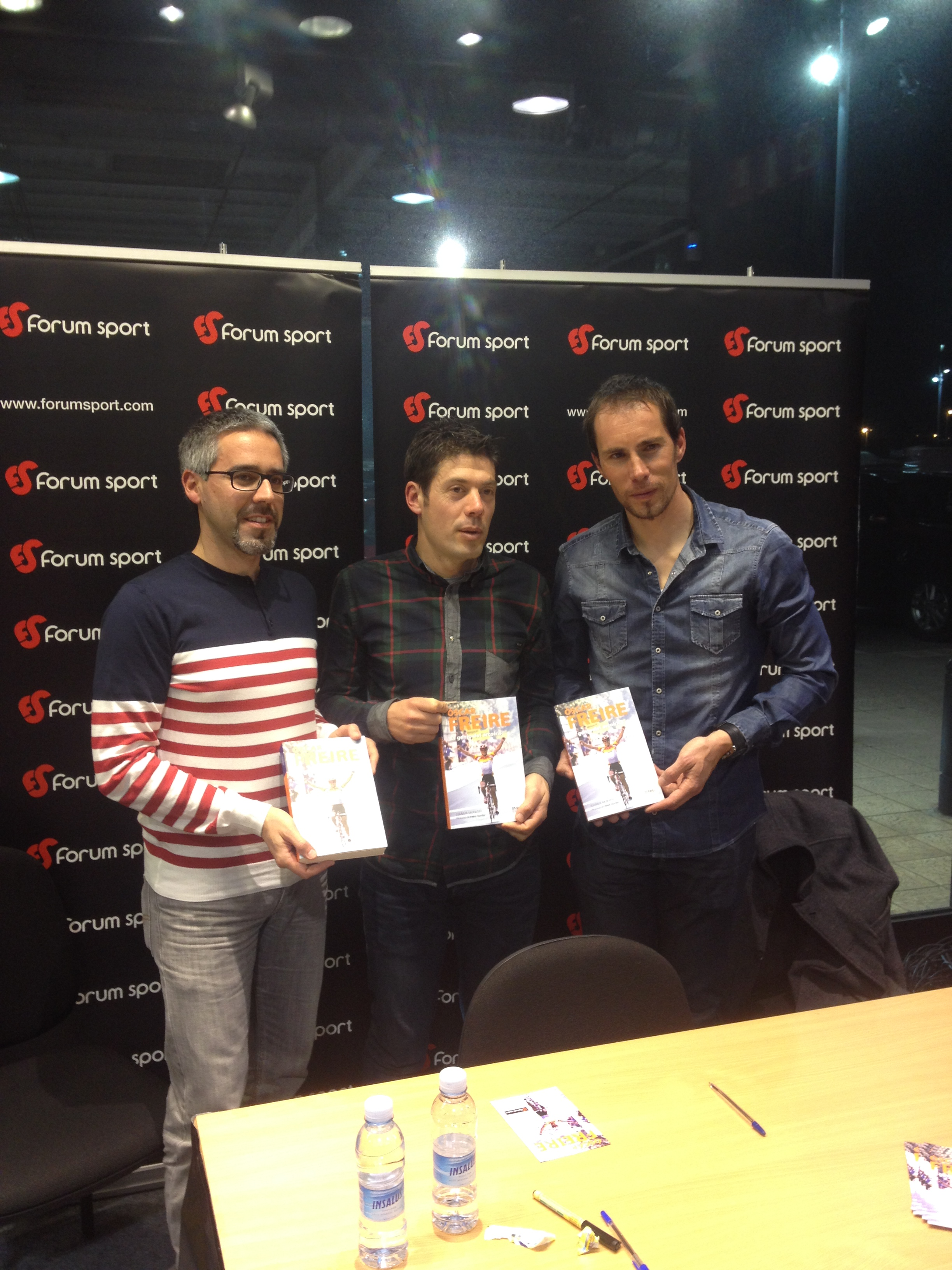
Horrillo junto con Freire en la presentación de la biografía de Óscar.

Ha sido columnista del diario español El País y del periódico de los Países Bajos Volkskrant. Al final de su carrera, recibió varias ofertas de equipos que desearon integrarle en su dirección, pero optó por negarse para pasar un tiempo con sus hijos. Durante el Tour de Francia 2010 escribió para El País desde el blog "Click-Clack".
Fuera de la bicicleta, destaca en el ajedrez, y sobresale también su pasión por el montañismo y los coches antiguos. Habla con fluidez español, euskera, italiano e inglés. Está casado y tiene dos hijos.

## Palmarés
| 2000 - 1 etapa de la Vuelta a Portugal 2001 - 1 etapa de la Vuelta a la Baja Sajonia 2002 - 1 etapa de la Bicicleta Vasca 2003 - 1 etapa de la Uniqa Classic | 2004 - 1 etapa de la París-Niza - 1 etapa de la Uniqa Classic - 1 etapa de la Dauphiné Libéré 2005 - 1 etapa de la Volta a Catalunya 2006 - 1 etapa de la Vuelta a Sajonia |

## Resultados en Grandes Vueltas y Campeonatos del Mundo
Durante su carrera deportiva ha conseguido los siguientes puestos en las Grandes Vueltas y en los Campeonatos del Mundo en carretera:
| Carrera         | 1998 | 1999  | 2000 | 2001 | 2002  | 2003  | 2004 | 2005  | 2006  | 2007  | 2008  | 2009 |
| --------------- | ---- | ----- | ---- | ---- | ----- | ----- | ---- | ----- | ----- | ----- | ----- | ---- |
| Giro de Italia  | F.c. | -     | -    | -    | -     | -     | -    | -     | -     | 121.º | -     | Ab.  |
| Tour de Francia | -    | 135.º | -    | -    | 107.º | -     | -    | -     | -     | -     | -     | -    |
| Vuelta a España | -    | -     | -    | 76.º | Ab.   | 124.º | Ab.  | 105.º | 106.º | 140.º | 117.º | -    |
| Mundial en Ruta | -    | -     | -    | -    | 61.º  | -     | Ab.  | -     | -     | -     | -     | -    |

-: no participa

Ab.: abandono

F.c: descalificado por "fuera de control"

## Equipos
- Vitalicio Seguros (1998-2000)
  - Vitalicio Seguros-Grupo Generali (1998)
  - Vitalicio Seguros (1999)
  - Vitalicio Seguros-Grupo Generali (2000)
- Mapei-Quick Step (2001-2002)
- Quick Step-Davitamon (2003-2004)
- Rabobank (2005-2009)

## Premios
- Premio "Memorial Emilio Paganessi" 2009[72]